# Pednelissos
Pednelissos (Πεδνηλισσός, llatí Pednelissus) fou una ciutat de Psídia, prop de l'Eurimedon, al nord d'Aspendos. Era un estat independent que estava sovint en guerra amb la veïna Selge. Es conserven algunes monedes de la ciutat.
Fou un bisbat a l'època cristiana. Probablement correspon a unes ruïnes d'origen romà prop del llogaret de Bolcascooe.